# 兪家燕
兪家燕（ゆ かえん、1974年5月19日 - ）は、台湾の漫画家。イラストレーターとしてデビューし、2006年より漫画家に転向した。かつてのペンネームは燕子格格および2D馬賽克。私立復興高級商工職業学校、国立中央大学フランス語学科卒業。

## 受賞歴
- 大然TOP少年マンガ第3位
- 尖端四コママンガ第3位
- 2000年国立編訳館優良マンガ第4位（『塞外情-細君』）
- 2001年国立編訳館優良マンガ佳作（『宝貝家庭』）
- 2002年第2回漫画金像賞図文書入選（『我是倉鼠』）

## 作品
- 『紫禁幽情-香妃』（糖果屋出版）
- 『紫禁幽情-珍妃』（糖果屋出版）
- 『紫禁幽情-董顎妃』（糖果屋出版）
- 『塞外情-细君』（糖果屋出版）
- 『D級星球』（自由時報連載）
- 『我是倉鼠』（時報出版）
- 『西街少年』全3巻（皇冠出版）
- 『雪天使』全3巻（皇冠出版）
- 『米迦勒之舞』全3巻（皇冠出版）
- 『格闘天王』全3巻（尖端出版）
- 『微笑Pasta』全3巻（青文出版）
- 『桜野3+1』全3巻（青文出版）
- 『福気又安康』（青文出版）
- 『百億公主』連載中（青文出版）
- 『敗犬女王番外』全1巻（青文出版）
- 『我的億万麺包』全2巻（青文出版）
- 『草食恋王子』全1巻（尖端出版）